# Rhododendron fallacinum
Rhododendron fallacinum är en ljungväxtart som beskrevs av Herman Otto Sleumer. Rhododendron fallacinum ingår i släktet rododendron, och familjen ljungväxter. Inga underarter finns listade i Catalogue of Life.

## Bildgalleri

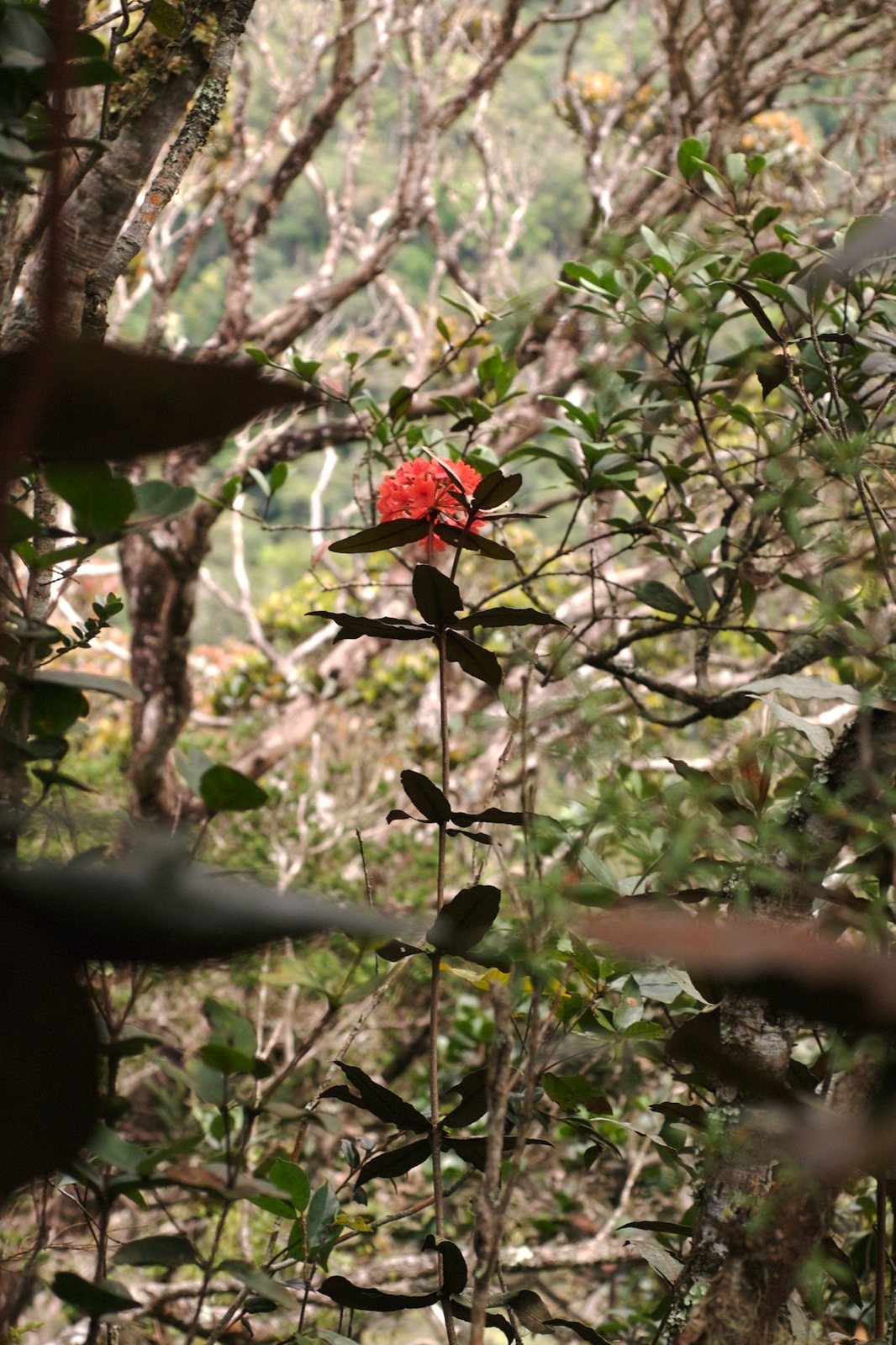